# Critoniopsis triflosculosa
Critoniopsis triflosculosa là một loài thực vật có hoa trong họ Cúc. Loài này được (Kunth) H.Rob. mô tả khoa học đầu tiên năm 1993.